# Мигель, Флориан
Флориа́н Миге́ль (фр. Florian Miguel; 1 сентября 1996, Брюж, Франция) — французский футболист, защитник клуба «Бургос».
Флориан родился во Франции, в семье португальца и француженки.

## Клубная карьера
Мигель — воспитанник клуба «Тур». В 2015 года в матче против «Валансьена» он дебютировал в Лиге 2. 10 февраля 2017 года в поединке против «Нима» Флориан забил свой первый гол за «Тур». Летом 2018 года Мигель перешёл в «Ним». 11 августа в матче против «Анже» он дебютировал в Лиге 1. 1 февраля в поединке против «Монако» Флориан забил свой первый гол за «Ним».
Летом 2021 года Мигель перешёл в испанскую «Уэску». 13 августа в матче против «Эйбара» он дебютировал в Сегунде. 27 августа в поединке против «Лас-Пальмаса» Флориан забил свой первый гол за «Уэску».